# 바비의 라푼젤
《바비의 라푼젤》(영어: Barbie as Rapunzel)은 오웬 헐리(Owen Hurley) 감독의 2002년 미국 어린이 애니메이션 영화이며, 그림 형제가 모은 동화집에 수록되어 있는 독일 동화를 모티브로 만든 작품이다. 컴퓨터 애니메이션 바비 영화 시리즈의 2번째 작품이며 바비 역에 켈리 셰리던(Kelly Sheridan)이 열연했다. 또한 이 작품은 영국 Right Entertainment가 배포한 최초의 비디오이다.

## 줄거리
라푼젤은 숲에 고립된 영지에 사는 사악한 마녀 고델의 하인으로 살고 있다. 고델은 버려진 아기였던 라푼젤을 본인이 거둬 키웠다고 말하고 라푼젤은 그걸 믿고 있다. 라푼젤에게는 드래곤 페넬로페와 토끼 호비라는 친구가 있다. 그러던 어느날 라푼젤은 그녀가 꿈꾸는 곳의 그림을 그리지만 고델은 라푼젤의 취미를 인정해주지도 않고 라푼젤이 자신에게 감사해하지 않는다며 비난한다.
라푼젤이 고델을 위한 차를 준비하는 사이 페넬로페가 저택 아래의 오래된 방으로 연결되는 비밀 계단을 찾아내고 그 곳에서 발견한 머리 빗을 통해 라푼젤은 자신이 버려진 아기가 아니었음을 깨닫는다. 고델에게 차를 가져다준 이후 라푼젤은 비밀 터널을 통해 작은 왕국으로 가는 길을 찾게 되고 카트리나 공주를 위험해서 구해줌으로써 스테판 왕자와 만나게 되고 둘은 사랑에 빠진다.
그러나 곧 고델이 그 사실을 알고 라푼젤과 스테판의 사랑을 방해하는데...

## 제작/연출진

### 감독
- 오웬 헐리 (Owen Hurley)

### 성우
- 켈리 쉐리던 (Kelly Sheridan) 바비(Barbie) / 라푼젤(Rapunzel[1]) 역
- 챈탈 스트랜드 (Chantal Strand) 캘리(Kelly) / 카트리나 공주(Princess Katrina) 역
- 아니에리카 휴스턴 (Anjelica Huston) 사악한 마녀 고델(Gothel, the evil witch) 역
- 마크 힐드레스 (Mark Hildreth) 스테판 왕자(Prince Stefan) 역
- 크리 서머 (Cree Summer) 페넬로페(Penelope) 역
- 데이빗 카예 (David Kaye) 휴고(Hugo) / 제너럴(General) 역
- 이안 제임스 코렛 (Ian James Corlett) 호비(Hobie) / 궁전 지킴이(Palace Guard) 역
- 피터 케라미스 (Peter Kelamis) 오토(Otto) / 마른 검객(The Skinny Swordsman) 역
- 크리스토퍼 게이즈 (Christopher Gaze) 윌헬름 왕(King Wilhelm) 역
- 러셀 로버츠 (Russell Roberts) 프레드릭 왕(King Fredrick) 역
- 테리 클락센 (Terry Klassen) 제빵사(The Baker) / 뚱뚱한 검객(The Fat Swordsman) 역
- 브릿 맥킬립 (Britt McKillip) 멜로디(Melody) 역
- 대니 맥킨논 (Danny McKinnon) 토미(Tommy) 역
- 조슬린 로웬 (Jocelyne Loewen) 로레나(Lorena) 역
- 데일 윌슨 (Dale Wilson) 실버스미스(the Silversmith) 역

## 음악
이 영화는 세계 교향곡으로도 알려진 Antonín Dvořák의 Symphony No. 9을 많이 사용한다.

## 게임
《바비의 라푼젤: 어 크리에이티브 어드벤처》 (영어: Barbie as Rapunzel: A Creative Adventure)은 비방디 게임스가 개발한 PC 게임이다.

## 같이 보기
- 바비 (애니메이션 영화 시리즈)